# Calubian
Calubian  (en tagalog : Bayan ng Calubian) est une municipalité de la province de Leyte, située dans la région des Visayas orientales sur l'île de Leyte, aux Philippines.
Lors du recensement de 2020, sa population s'élève à 31 646 habitants.

## Géographie
Calubian est située à la pointe nord-ouest de l'île de Leyte.
D'une superficie totale de 100,95 kilomètres carrés, Babatngon est divisée administrativement en 53 barangays : 
- Abanilla
- Anislagan
- Bunacan
- Cabalquinto
- Herrera (Cabalhin)
- Cabradilla
- Caneja
- Cantonghao
- Caroyocan
- Casiongan
- Cristina
- Dalumpines
- Don Luis
- Dulao
- Efe (Ul-og)
- Enage
- Espinosa
- Ferdinand E. Marcos
- Garganera
- Garrido
- Guadalupe
- Gutosan
- Igang
- Inalad
- Jubay
- Juson
- Kawayan Bogtong
- Kawayanan
- Kokoy Romualdez
- Labtic
- Laray
- Limite (Agas)
- Manuel Veloso
- Mahait
- Malobago
- Matagok
- Nierras
- Nipa
- Obispo
- Pagatpat
- Pangpang
- Patag
- Pates
- Pal-og
- Padoga
- Petrolio
- Poblacion
- Railes
- Tabla
- Tagharigue
- Tuburan
- Villahermosa
- Villalon
- Villanueva

|  | mer des Philippines   | détroit de Biliran |
|  | Calubian              | San Isidro         |
|  | municipalité de Leyte |                    |

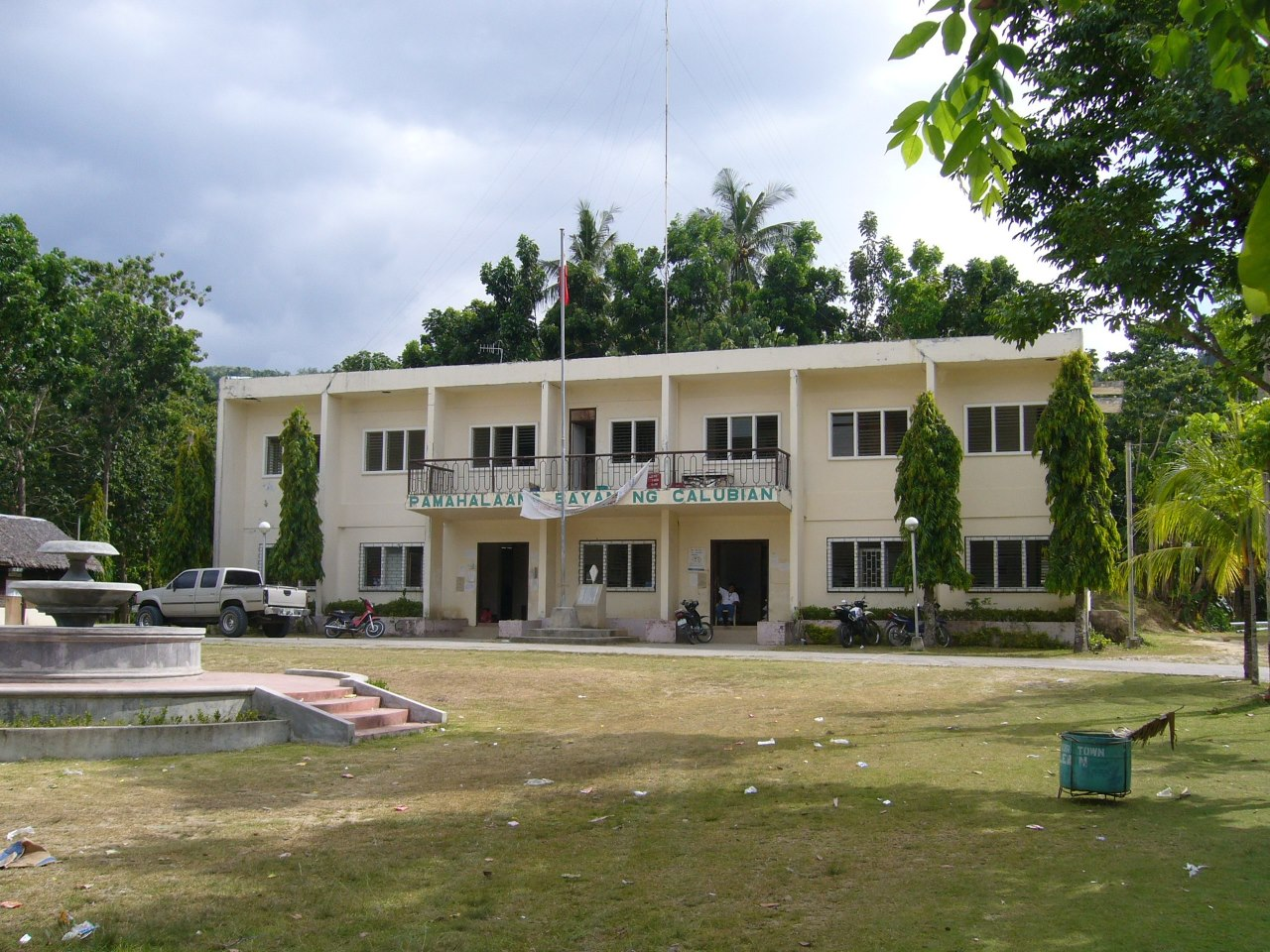
Mairie de Calubian.
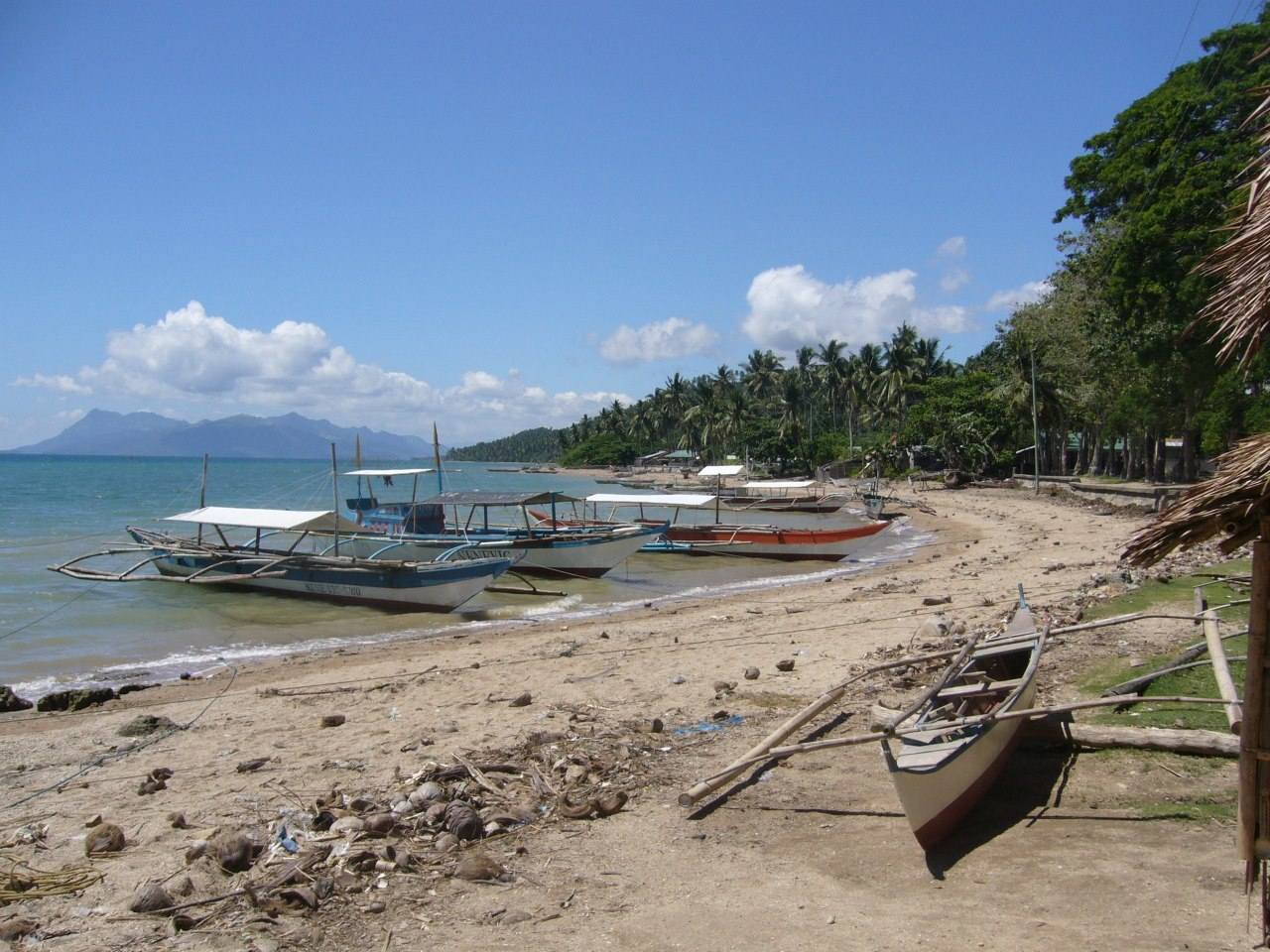
La plage du barangay de Villalon en 2006.
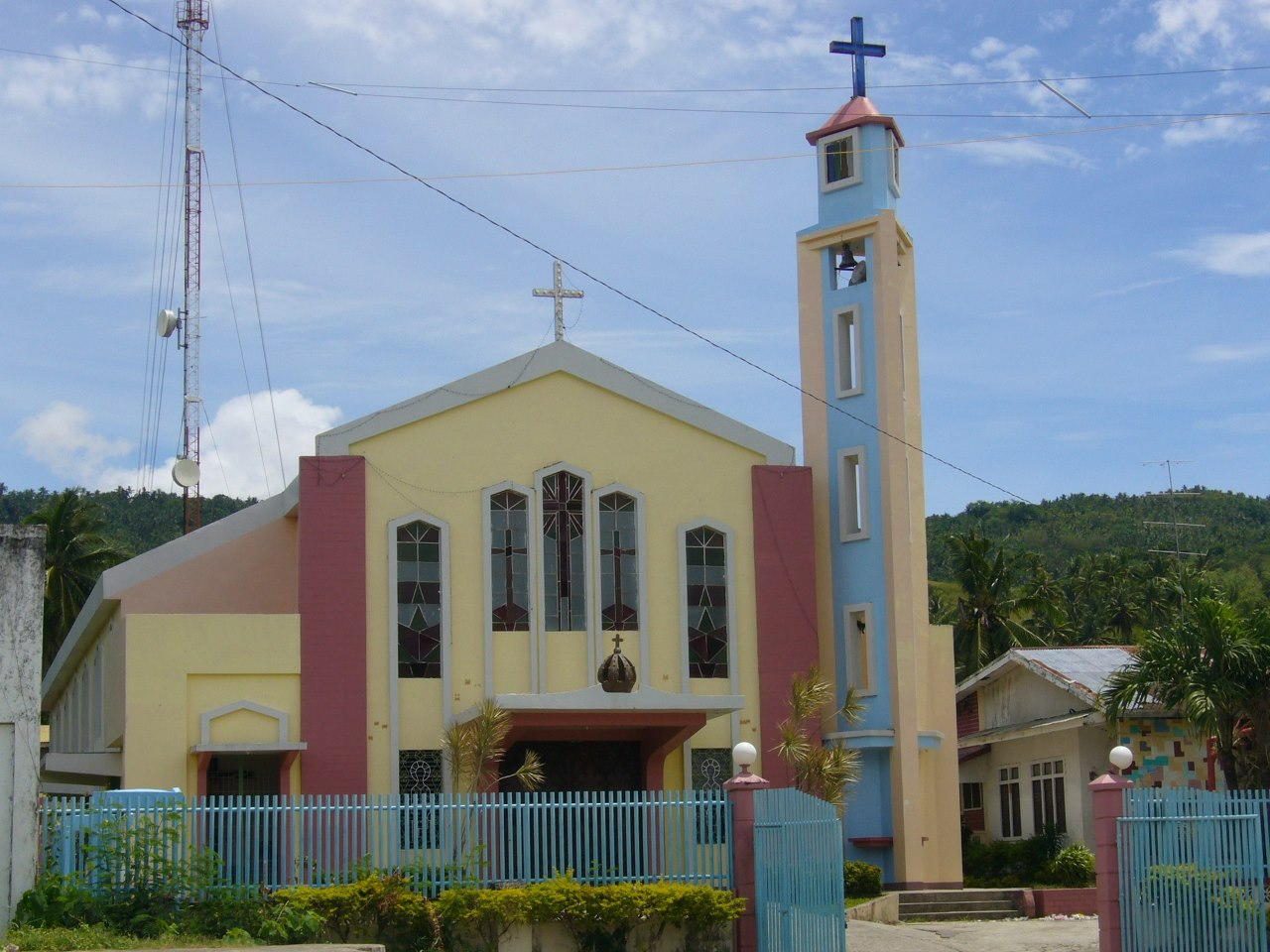
L'église paroissaile Notre-Dame-de-Fatima.
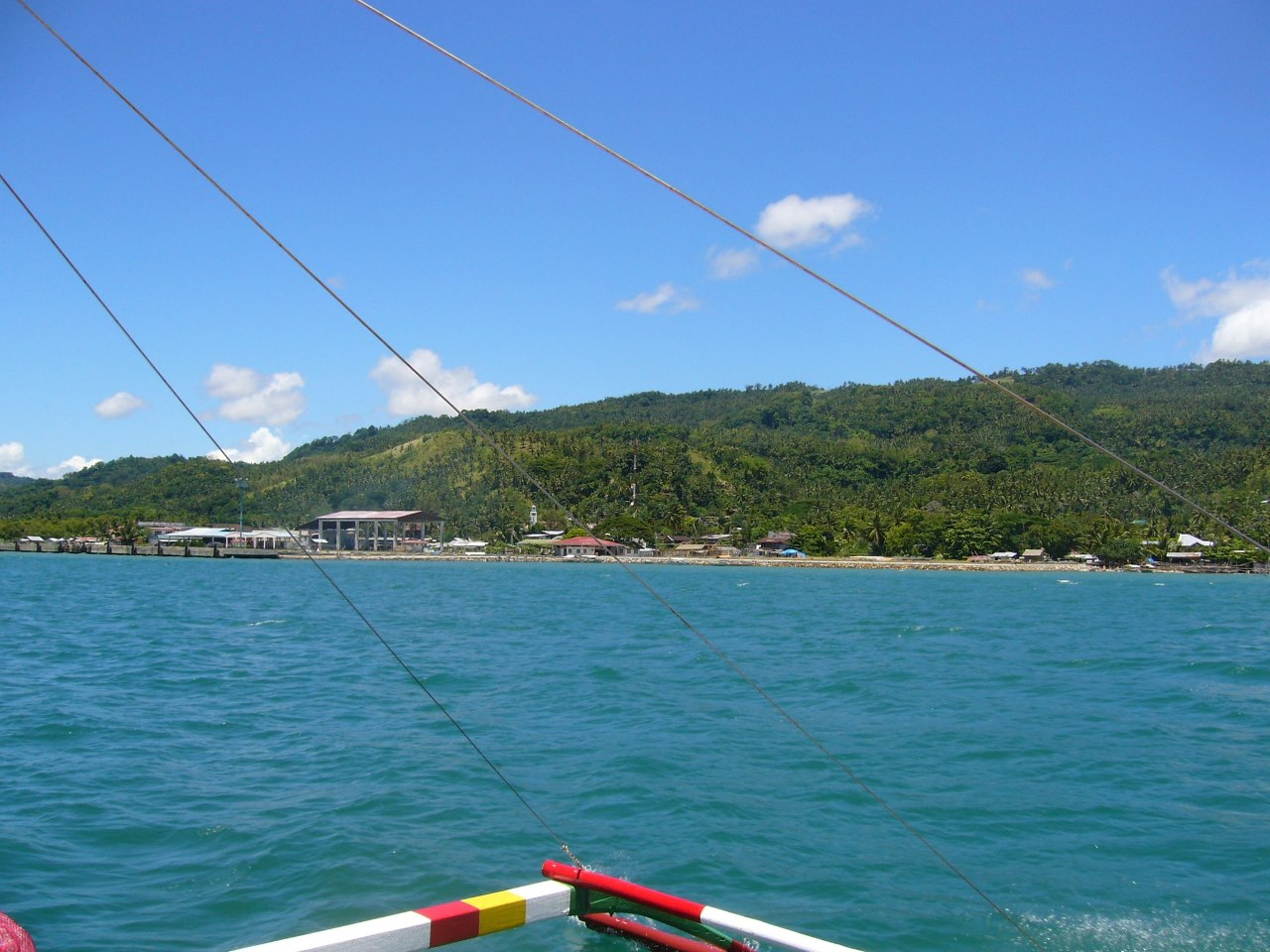
Calubian vue de la mer.
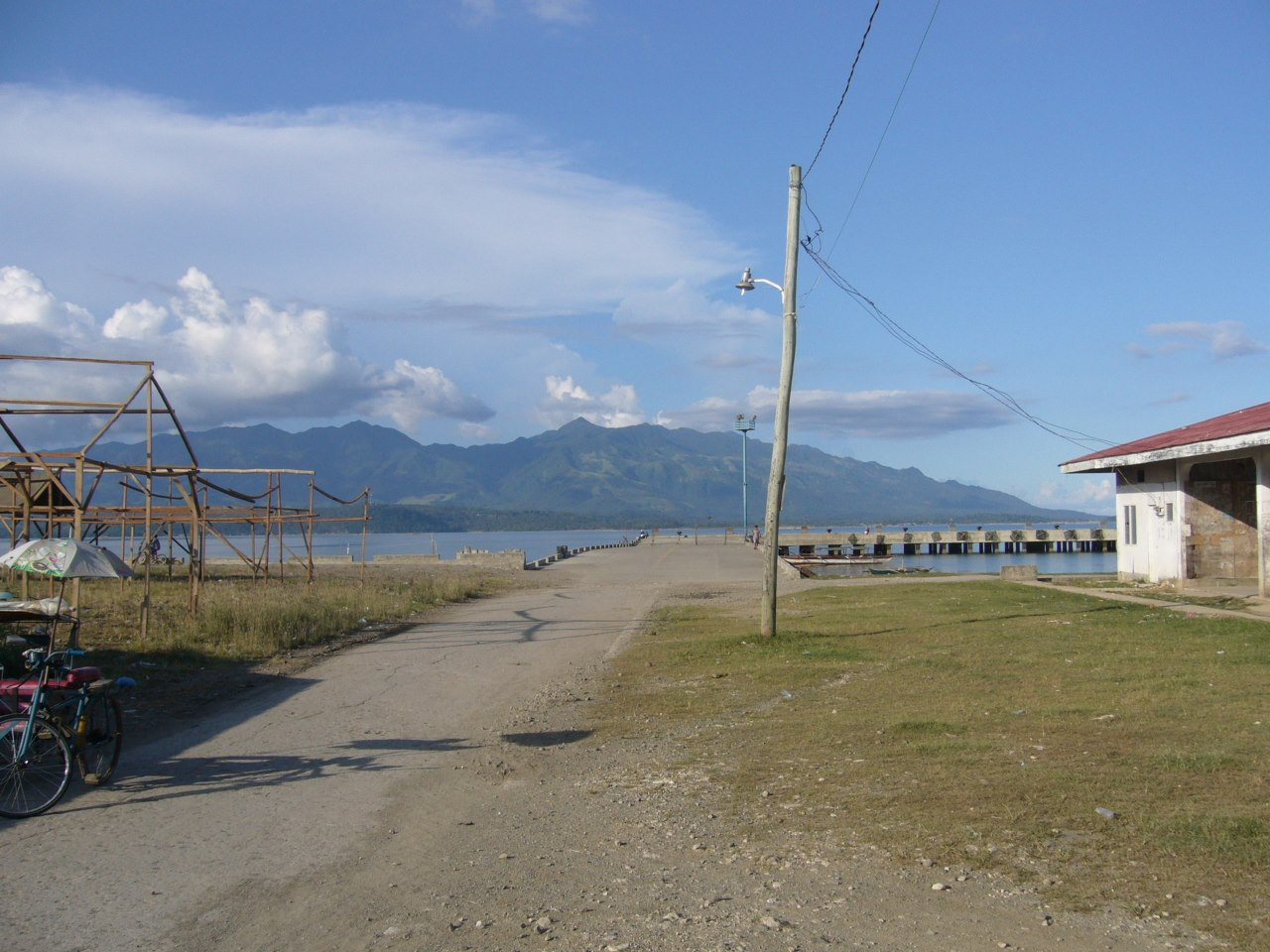
Vue de l'île de Biliran au nord, depuis Calubian.